# Тексашки ренџери
Тексашки ренџери (енгл. Texas Rangers), део снага безбедности републике Тексас у САД.

## Историја
Тексашки ренџери постоје од 1823. као мање јединице граничара, а од 1835. су озваничени као државна коњичка полиција за борбу против Индијанаца и Мексиканаца. Одиграли су значајну улогу у Америчко-мексичком рату 1846-1848, а у Америчком грађанском рату борили су се на страни Конфедерације. Од 1865. до 1891. сурово су се обрачунавали са племенима која су пружила отпор колонизацији. Управо од ових тексашких ренџера почео је назив ренџери за специјалне јединице КоВ САД.